# Bücherlöwe
Der Bücherlöwe (niederl. Boekenleeuw) ist ein flämischer Jugendliteraturpreis, der einmal pro Jahr für das beste niederländischsprachige Jugendbuch eines flämischen Jugendbuchautors vergeben wird. Bis 1985 hieß der Preis Referendumprijs voor het Kinderboek und bis einschließlich 1989 konnten jährlich bis zu fünf Preise vergeben werden: drei für flämische Bücher, einer für ein flämisches Sachbuch und einer für ein übersetztes Werk.
Der Boekenleeuw wird durch den Verein Boek.be jährlich auf der Jugendbuchwoche verliehen und ist mit 2.500 Euro dotiert. 
Neben dem Boekenleeuw werden jedes Jahr auch noch eine Reihe von Bücherwelpen (niederl. Boekenwelpen) übergeben. Gewinner der Bücherwelpen erhalten eine silberne Medaille.

## Liste der Preisträger
- 1989
  - De vlieger van opa von Jaak Dreesen
  - Waar de zon ondergaat von Ron Langenus
  - Lieve, lange Sarah von Patricia MacLachlan

- 1990
  - Bücherlöwe: later wil ik stuntman worden von Detty Verreydt
  - Geen wonder dat moeder met de goudvissen praat von Ed Franck
  - Bang in Beiroet von Walter Gansemans
  - De berggids vertelt over het leven in het bergland von Dirk Musschoot
  - Die Wolke von Gudrun Pausewang

- 1986
  - Pief Poef Paf von Gregie De Maeyer
  - Raadsels te koop von Riet Wille und Tine Vercruysse
  - Kinderen van de Falls von Lisette Hoogsteyns
  - Anton von Edith Schreiber-Wicke

- 1987
  - Een dood vogeltje von Diane Broeckhoven
  - Geen meiden aan boord von Johan Ballegeer
  - Jacht in het donker von Monica Hughes

- 1991
  - Bücherlöwe: Mijn tante is een grindewal  von Anne Provoost (dt. Tränen sind für die Augen, was der Regenbogen für den Himmel ist)
  - Een kuil om in te wonen von Bart Moeyaert
  - Trijntje Buskruit von Bea de Koster
  - Eine Hand zum Anfassen von Renate Welsh

- 1992
  - Bücherlöwe: Kus me von Bart Moeyaert (dt. Küss mich)
  - De meester is een schat von Bettie Elias
  - Aan de overkant van de rivier von Jaak Dreesen
  - De schimmen van Pluckley : een boek voor zeventienjarigen en al wie het straks wordt of zich herinnert het geweest te zijn von Ron Langenus
  - Tot de 13e maan von Arnulf Zitelmann

- 1993
  - Bücherlöwe: nicht verliehen
  - Hotel Hoteldebotel von Ronni Hermans
  - Voor altijd, altijd von Bart Moeyaert
  - Wok van de Wilden von Sylvia Vanden Heede
  - Pongwiffy, een heks met een tik von Kaye Umansky
  - Meister Joachims Geheimnis von Sigrid Heuck

- 1994
  - Bücherlöwe: Bruin zonder zon von Diane Broeckhoven
  - In de put von Gregie de Maeyer
  - Rudi Renvarken von Uwe Timm (dt. Rennschwein Rudi Rüssel)
  - Een vijf met negen nullen von Marita de Sterck und Klaas Verplancke

- 1995
  - Bücherlöwe: Vallen (dt. Fallen) von Anne Provoost
  - Jan en Jan von Bettie Elias
  - Het wordt zomer, Kleine Beer von Henri van Daele
  - De huid van de beer von Sylvia Vanden Heede
  - Het oma-komplot von Anthony Horowitz

- 1996
  - Bücherlöwe: Blote Handen von Bart Moeyaert (dt. Bloße Hände)
  - Bang of boos von Bettie Elias
  - Stroomversnelling von Lieve Hoet
  - Voor Paulien von Paul Kustermans
  - Mirakelman von Tim Bowler

- 1997
  - Bücherlöwe: De wraak van de marmerkweker von Willy van Doorselaer
  - Mansoor von Bart Moeyaert
  - Een vlinder aan het raam von Jamil Shakely
  - Met mij gaat alles goed von Jan Simoen
  - Als die Welt noch jung war von Jürg Schubiger

- 1998
  - Bücherlöwe: De Roos en het Zwijn von Anne Provoost (dt. Rosalenas Spiegel)
  - De brief die Rosie vond von Bart Moeyaert
  - Water van zout von Bettie Elias
  - Het ijzelt in juni : gedichten en collages von André Sollie
  - Lettres d'amour de 0 à 10 ans (dt. Die Farben des Lebens) von Susie Morgenstern

- 1999
  - Bücherlöwe: Vos en Haas von Sylvia Vanden Heede
  - Het huis van eb en vloed von Ed Franck
  - Wie von Dirk Nielandt & Marjolein Pottie
  - Prins van de leegte von Karel Verleyen
  - The Secret Sacrament von Sherryl Jordan (dt. Die Meister der Zitadelle)

- 2000
  - Bücherlöwe: Het is de liefde die we niet begrijpen von Bart Moeyaert (dt.  Es ist die Liebe, die wir nicht begreifen)
  - De oma van Jules von Annemie Berebrouckx
  - Van de sneeuwman die niet smelten wou von Henri van Daele
  - Schapenvellen en ganzenveren : het verhaal van het middeleeuwse boek von Katharina Smeyers
  - De veerpont von James Moloney

- 2001
  - Bücherlöwe: Witte pijn von Ina Vandewijer
  - Mijn zus draagt een heuvel op haar rug von Ed Franck
  - Wachten op Matroos von André Sollie
  - Sam : het waar gebeurde verhaal van een meisje en haar olifant von Ingrid Vander Veken
  - Dikkie Zoetman tegen Cannelloni von Brian Doyle

- 2002
  - Bücherlöwe: Duivelshanden von Heide Boonen
  - Tinka von Ed Franck
  - De geheimen von Ron Langenus
  - De arkvaarders (dt. Flutzeit) von Anne Provoost
  - Mijn naam is Bud von Christopher Paul Curtis

- 2003
  - Bücherlöwe: Abélard en Héloïse von Ed Franck
  - Woestepet von Henri van Daele
  - Het woordenboek van Vos en Haas von Sylvia Vanden Heede
  - Wimperwensen, klavertjesvier von Kaat Vrancken
  - De geest van Oom Kwesi von Janne Lundström

- 2004
  - Bücherlöwe: De Schepping von Bart Moeyaert
  - En ze leefden nog lang en gelukkig : de mooiste sprookjes opnieuw verteld von Henri van Daele
  - De billen van Mamoe von Siska Goeminne
  - Drie keer maakt een tijger von Bea de Koster
  - Een wolf in de schaapskooi von Judith Clarke

- 2005
  - Bücherlöwe: Cheffie is de baas von Kaat Vrancken
  - Vederland von Jan De Leeuw
  - Hoe oma plots verdween von Pieter Gaudesaboos
  - Dani Bennoni : lang zal hij leven von Bart Moeyaert
  - Als ik niet toevallig de hond van tante Doris verwisseld had von Ingelin Angerborn

- 2006
  - Bücherlöwe: Jonkvrouw von Jean-Claude van Rijckeghem und Pat van Beirs
  - Marja von Lies Bate
  - Ravenhaar von Do van Ranst (dt. Rabenhaar)
  - Nopjes von Klaas Verplancke
  - Mama, jij bent de liefste von Komako Sakai

- 2007
  - Bücherlöwe: Kwaad bloed von Marita de Sterck
  - Heb je mijn zusje gezien? von Joke van Leeuwen
  - Dun von Do van Ranst
  - Van een meisje dat tikkertje speelt met de wind von Hilde Vandermeeren
  - Raak von Mats Wahl

- 2008
  - Bücherlöwe: Dolores von Noëlla Elpers
  - Slecht von Jan Simoen
  - Linus von Mieke Versyp
  - Van aan tot zin in een zoen von Riet Wille
  - De wonderlijke lotgevallen van Olle en Lena von Maria Parr

- 2009
  - Bücherlöwe: Allemaal willen we de hemel von Els Beerten

- 2010
  - Bücherlöwe: Ik denk dat het liefde was von Kathleen Vereecken

- 2011
  - Bücherlöwe: Galgenmeid von Pat Van Beirs und Jean-Claude Van Rijckeghem

- 2012
  - Bücherlöwe: De Melkweg von Bart Moeyaert (dt. Hinter der Milchstraße)
  - Kleine Man en God von Kitty Crowther (dt. Der kleine Mann und Gott)
  - Kleine Pieter deed open von Paul Verrept

- 2013
  - Bücherlöwe: Wie klopt daar? von Bart Moeyaert
  - Takkenkind von Gerda Dendooven
  - Hannibal von Michael De Cock
  - Rosie en Moussa: de brief van papa von Michael De Cock (dt. Rosie und Moussa. Der Brief von Papa)

- 2014
  - Bücherlöwe: Groter dan een droom von Jef Aerts

- 2015
  - Bücherlöwe: Veldslag om een hart von Michael De Cock

- 2016
  - Bücherlöwe: De zee zien von Koos Meinderts

- 2017 keine Verleihung

- 2018
  - Bücherlöwe: Lampje von Annet Schaap